# Comedie de groază 4
Scary Movie 4 este un film american comedie de groază parodie din 2006 regizat de David Zucker. În rolurile principale joacă actorii Anna Faris, Regina Hall, Craig Bierko și Bill Pullman.
Parodiază primele două filme din seria Saw (Saw și Saw 2), The Village, The Grudge, Războiul Lumilor și altele.
Inițial a fost creat cu intenția de a termina seria de filme din franciza Scary Movie, dar Scary Movie 5 a fost anunțat de The Weinstein Company la 20 decembrie 2009.

## Actori
- Anna Faris este Cindy Campbell
- Regina Hall este Brenda Meeks
- Craig Bierko este Tom Ryan
- Bill Pullman este Henry Hale
- Leslie Nielsen este President Harris
- Carmen Electra este Holly
- Chris Elliott este Ezekiel
- Michael Madsen este Oliver
- Molly Shannon este Marilyn
- Beau Mirchoff este Robbie Ryan
- Conchita Campbell este Rachel Ryan
- Anthony Anderson este Mahalik
- Kevin Hart este CJ
- DeRay Davis este Marvin
- Cloris Leachman este Ms. Norris
- Henry Mah este Mr. Koji
- Patrice O'Neal este Rashed/CrackHead
- Garrett Masuda este Toshio Saeki
- Kathryn Dobbs este School Teacher
- Link Baker este Zoltar (voice)
- Angelique Naude este Waitress
- Rorelee Tio este Yoko
- Allison Warren este Polish Delegate
- Edward Moss este Michael Jackson
- Champagne Powell este Don King
- Dave Attell este Knifeman
- John Reardon este Jeremiah
- Kimani Ray Smith este Cutman
- Dale Wolfe este Hang Gliding Man

### Aparițiicameo
- Shaquille O'Neal este himself
- Dr. Phil este himself
- Simon Rex este George Logan
- Charlie Sheen este Tom Logan (nemenționat)
- Debra Wilson este Oprah Winfrey
- James Earl Jones este naratorul (nemenționat)
- Holly Madison, Bridget Marquardt și Kendra Wilkinson - fetele din patul lui Tom
- Lil' Jon este fancy car driver
- Fabolous este himself/gunman
- Chingy este himself
- Crystal Lowe este Chingy's girl
- Bubba Sparxxx este hoodlum
- Bone Crusher este hoodlum
- Sean P and J-Bo este Youngbloodz